# Tristan Thompson
Tristan Trevor James Thompson (Brampton, Ontario, 13 de marzo de 1991) es un jugador de baloncesto canadiense que pertenece a la plantilla de los Cleveland Cavaliers de la NBA. Con 2,06 metros de estatura, juega en la posición de pívot.

## Trayectoria deportiva

### Universidad
Tras haber disputado en 2010 el prestigioso McDonald's All American Game, jugó durante una única temporada con los Longhorns de la Universidad de Texas, en la que promedió 13,1 puntos, 7,8 rebotes y 2,1 tapones por partido. En su debut universitario consiguió 12 puntos, 7 rebotes y 1 tapón ante Navy. consiguió 11 dobles-dobles a lo largo de la temporada, siendo su partido más destacado el que perdieron ante Kansas State, en el que logró 26 puntos, 10 rebotes, 3 asistencias y 3 tapones.
Fue elegido el mejor freshman del año de la Big 12 Conference, incluido en el mejor quinteto defensivo de la conferencia y también en el mejor quinteto de novatos All-America.

#### Estadísticas
| Año     | Equipo | PJ | PT | MPP  | %TC  | %3P  | %TL  | RPP | APP | ROB | TPP | PPP  |
| ------- | ------ | -- | -- | ---- | ---- | ---- | ---- | --- | --- | --- | --- | ---- |
| 2010–11 | Texas  | 36 | 34 | 30.9 | .546 | .000 | .487 | 7.8 | 1.3 | 0.9 | 2.4 | 13.1 |

### Profesional
Fue elegido en la cuarta posición del Draft de la NBA de 2011 por Cleveland Cavaliers.
El 22 de octubre de 2015, renueva con los Cavaliers por cinco años y $82 millones.
Después de nueve años en Cleveland, en los que ganó un anillo en 2016, el 21 de noviembre de 2020, ficha por Boston Celtics.
Tras una temporada en Boston, el 30 de julio de 2021, es traspasado a Sacramento Kings, en un acuerdo entre tres equipos enviando a Kris Dunn a los Celtics y a Delon Wright a los Hawks.
El 8 de febrero de 2022, es traspasado junto a Buddy Hield y Tyrese Haliburton a Indiana Pacers a cambio de Domantas Sabonis, Justin Holiday y Jeremy Lamb. El 17 de febrero es cortado, tras 4 encuentros con los Pacers. Dos días después, el 19 de febrero, firma con Chicago Bulls.
El 9 de abril de 2023 firmó con Los Angeles Lakers hasta final de temporada, con los que disputa seis encuentros en los Playoffs de 2023.
El 11 de septiembre de 2023, regresa por una temporada a Cleveland Cavaliers. El 23 de enero de 2024 fue suspendido durante 25 partidos por la NBA por utilizar drogas para la mejora del rendimiento.
En septiembre de 2024, renueva por una temporada con los Cavs.

## Selección nacional
Participó con la selección canadiense Sub-18 en el Campeonato FIBA Américas Sub-18 de 2008 en Formosa, Argentina, donde consiguieron la medalla de bronce. Tristan también disputó el Campeonato Mundial de Baloncesto Sub-19 de 2009 en Auckland, Nueva Zelanda, junto a su amigo, compañero de equipo de la escuela secundaria y universidad Cory Joseph.

## Estadísticas de su carrera en la NBA
|  | Denota temporadas en las que ganó el Campeonato de la NBA |

### Temporada regular
| Año     | Equipo     | PJ  | PT  | MPP  | %TC  | %3P   | %TL  | RPP  | APP | ROB | TPP | PPP  |
| ------- | ---------- | --- | --- | ---- | ---- | ----- | ---- | ---- | --- | --- | --- | ---- |
| 2011-12 | Cleveland  | 60  | 25  | 23.7 | .439 | .000  | .552 | 6.5  | .5  | .5  | 1.0 | 8.2  |
| 2012-13 | Cleveland  | 82  | 82  | 31.3 | .488 | .000  | .608 | 9.4  | 1.3 | .7  | .9  | 11.7 |
| 2013-14 | Cleveland  | 82  | 82  | 31.6 | .477 | .000  | .693 | 9.2  | .9  | .5  | .4  | 11.7 |
| 2014-15 | Cleveland  | 82  | 15  | 26.8 | .547 | .000  | .641 | 8.0  | .5  | .4  | .7  | 8.5  |
| 2015-16 | Cleveland  | 82  | 34  | 27.7 | .588 | .000  | .619 | 9.0  | .8  | .5  | .6  | 7.8  |
| 2016-17 | Cleveland  | 78  | 78  | 29.9 | .600 | .000  | .498 | 9.2  | 1.0 | .5  | 1.1 | 8.1  |
| 2017-18 | Cleveland  | 53  | 22  | 20.2 | .562 | .000  | .544 | 6.6  | .6  | .3  | .3  | 5.8  |
| 2018-19 | Cleveland  | 43  | 40  | 27.9 | .529 | -     | .642 | 10.2 | 2.0 | .7  | .4  | 10.9 |
| 2019-20 | Cleveland  | 57  | 51  | 30.2 | .512 | .391  | .615 | 10.1 | 2.1 | .6  | .9  | 12.0 |
| 2020-21 | Boston     | 54  | 43  | 23.8 | .518 | .000  | .592 | 8.1  | 1.2 | .4  | .6  | 7.6  |
| 2021-22 | Sacramento | 30  | 3   | 15.2 | .503 | 1.000 | .533 | 5.4  | .6  | .4  | .4  | 6.2  |
| 2021-22 | Indiana    | 4   | 0   | 16.4 | .542 | -     | .375 | 4.5  | .5  | .0  | .5  | 7.3  |
| 2021-22 | Chicago    | 23  | 3   | 16.3 | .565 | .000  | .542 | 4.7  | .6  | .5  | .3  | 5.7  |
| 2023-24 | Cleveland  | 49  | 0   | 11.2 | .608 | .000  | .288 | 3.6  | 1.0 | .2  | .3  | 3.3  |
| Total   | Total      | 779 | 478 | 25.8 | .521 | .256  | .597 | 8.1  | 1.0 | .5  | .7  | 8.7  |

### Playoffs
| Año   | Equipo      | PJ  | PT | MPP  | %TC  | %3P  | %TL  | RPP  | APP | ROB | TPP | PPP  |
| ----- | ----------- | --- | -- | ---- | ---- | ---- | ---- | ---- | --- | --- | --- | ---- |
| 2015  | Cleveland   | 20  | 15 | 36.4 | .558 | —    | .585 | 10.8 | .5  | .3  | 1.2 | 9.6  |
| 2016  | Cleveland   | 21  | 21 | 29.6 | .527 | —    | .575 | 9.0  | .7  | .4  | .9  | 6.7  |
| 2017  | Cleveland   | 18  | 18 | 31.2 | .587 | —    | .667 | 8.3  | 1.4 | .5  | .7  | 8.2  |
| 2018  | Cleveland   | 19  | 11 | 21.9 | .590 | .000 | .741 | 5.9  | .6  | .1  | .4  | 6.2  |
| 2021  | Boston      | 5   | 5  | 26.4 | .588 | .000 | .706 | 9.8  | 1.0 | .8  | 1.2 | 10.4 |
| 2022  | Chicago     | 5   | 0  | 7.6  | .400 | .000 | .000 | 1.6  | .4  | .2  | .0  | .8   |
| 2023  | L.A. Lakers | 6   | 0  | 5.4  | .455 | —    | .200 | 1.7  | .3  | .0  | .0  | 1.8  |
| 2024  | Cleveland   | 10  | 0  | 8.7  | .438 | —    | .500 | 2.0  | 1.0 | .1  | .5  | 1.5  |
| Total | Total       | 104 | 70 | 25.2 | .557 | .000 | .617 | 7.2  | .8  | .3  | .7  | 6.5  |

## Vida personal
Thompson es el mayor de los cuatro hijos de Trevor y Andrea Thompson, quienes tienen ascendencia jamaicana.
El 12 de diciembre de 2016, su exnovia Jordan Craig dio a luz a su primer hijo, Prince Oliver.
Thompson mantuvo una relación intermitente con Khloé Kardashian desde 2016 hasta 2019. Anunciaron que estaban esperando su primera hija juntos y el segundo de Thompson el 20 de diciembre de 2017. Kardashian dio a luz a una niña, a la que llamaron True Thompson, el 12 de abril de 2018. En abril de 2018 salió a la luz un vídeo en el que se ve a Thompson con otra mujer que no era Khloé, lo que provocó que posteriormente rompieran su relación. Desde entonces comparten la custodia de su hija. Tras reconciliarse en verano de 2020, en junio de 2021 anunciaron que volvían a estar separados. Pero retomaron la relación y dieron la bienvenida a su segundo hijo, Tatum Robert Thompson, el 28 de julio de 2022, producto de gestación subrogada.
En diciembre de 2021 se hizo público que había sido demandado por una mujer llamada Maralee Nichols por la manutención de su tercer hijo, Theo, quien nació ese mismo mes.